# 팬택 베가 S5
팬택 스카이 베가 S5(Pantech SKY VEGA S5, IM-A840S)는 팬택이 2012년 7월 19일에 출시한 구글 안드로이드 패블릿 스마트폰이다. 2012년 5월에 출시한 스카이 베가 레이서 2의 후속 기종으로, SK텔레콤 전용 모델이다. 대한민국 최초로 1300만 화소의 후면 카메라가 장착되었다.

## 팬택 스카이 베가 S5 스페셜
IM-A840SP

팬택 스카이 베가 S5 스페셜 (Pantech SKY VEGA S5 Special)은 팬택이 출시한 2013년 3월 27일에 출시한 보급형 안드로이드 (운영 체제) 패블릿 스마트폰이다.팬택 스카이 베가 S5와 T간편모드를 기본탑재 한 점과 안드로이드 4.1.2 젤리빈이 기본탑재한 것을 제외하면 동일하다.

## 운영 체제/소프트웨어

### 안드로이드4.0.4 아이스크림 샌드위치
안드로이드 4.0.4를 기본탑재하여 출시되었다.

### 안드로이드4.1.2 젤리빈업그레이드
2013년 3월 28일 IM-A840S 모델에 업그레이드가 시작되었다. 시작 문구가 'SKY VEGA'에서 'VEGA, The Brigtest Star In The SKY'로 바뀌고, 어플 배열 방식이 4 X 5로 바뀌었다. 홈 메뉴에 '효과'를 추가시키고, 하단바 배열을 메뉴, 홈, 백 배열로 변경 가능해졌다.

## 기타 업그레이드

### 베가 기프트팩 업그레이드
2013년 11월 19일에 업그레이드가 시작되었다. 소프트키 디자인 및 레이아웃 변경 기능이 추가되었고, 부분 캡처 기능이 추가되었다.

## 특수 기능

### 스마트 보이스
팬택의 음성인식 기능이다.애플의 시리, 삼성전자의 S 보이스, LG전자의 Q 보이스와 유사하다.

### 미니 윈도우
창을 작게 띄어 동시에 앱을 실행할 수 있게 하는 기능이다.

### T간편모드
IM-A840SP (베가 S5 스페셜) 모델 전용 기능이다. SK텔레콤에서 제공하는 것으로, 스마트폰 사용이 어려운 사용자를 위해, 기존의 구형 폴더폰처럼 사용할 수 있는 피처폰 형식의 홈이다.

## 색상
- 블랙
- 화이트
- 골드 브라운 (IM-A840S)

## 논란
- 스피커 소리 크기가 작아지는 문제가 있다고 인터넷을 통해 알려졌고, 팬택은 이에 대해 적극 A/S를 해 주고 있다.
- 근접센서 문제

SDA(Sky Developers Association)에서 발견되었으며 일부 기종에서 형광등에 근접센서를 가까이 대면 화면이 꺼지거나 핸드폰이 꺼지고 터치를 하지도 않았는데 터치가 되는 증상이 있었으나 소프트웨어 업그레이드 이후 해결되었다.

## 경쟁기종
- 삼성 갤럭시 S3
- LG 옵티머스 LTE 2
- 애플 아이폰 4s